# Dmitry Voskoboynikov
Dmitry Vyacheslavovich Voskoboynikov (em russo:  Дмитрий Вячеславович Воскобойников; Moscou, 6 de março de 1941 — Moscou, 2 de dezembro de 2001) foi um jogador de voleibol da Rússia que competiu pela União Soviética nos Jogos Olímpicos de 1964.
Em 1964 ele fez parte do time soviético que conquistou a medalha de ouro no torneio olímpico, no qual ele atuou em sete partidas.

## Ligações Externas
- «Perfil no Sports-Reference» (em inglês)